# Nazionale maschile di pallacanestro della Spagna
La nazionale maschile di pallacanestro della Spagna (Selección de baloncesto de España) viene gestita dalla FEB, acronimo di Federación Española de Baloncesto, e rappresenta la Spagna ai tornei internazionali maschili di pallacanestro per nazioni gestiti dalla FIBA.
Attualmente l'allenatore della Nazionale maschile è l'italiano Sergio Scariolo.

## Storia
La nazionale di pallacanestro della Spagna si formò nel 1935 per partecipare al primo campionato europeo della storia, disputato a Ginevra, in cui la Spagna si classificò seconda. La prima partita della storia per la selezione iberica è datata 15 aprile 1935, in occasione del turno di qualificazione della manifestazione continentale. Scesero in campo per la "Roja": Rafael Ruano, i fratelli Emilio e Pedro Alonso, Cayetano Ortega, Máximo Arnáiz, Armando Maunier e Rafael Martín; l'allenatore era Mariano Manent.
Il risultato dell'europeo diede alla Spagna il diritto di giocare all'Olimpiade di Berlino nel 1936, la prima in cui era presente la pallacanestro. I vicecampioni d'Europa erano tra i favoriti per una medaglia, ma a causa della guerra civile scoppiata poco prima dei giochi non poterono essere presenti.
Il miglior risultato della storia è stata la vittoria ai mondiali del 2006 in Giappone battendo in finale la Grecia 70-47; risultato bissato ai mondiali del 2019 in Cina battendo in finale l'Argentina 95-75. A seguire, altre vittorie prestigiose, come le tre medaglie d'argento olimpiche conquistate a Los Angeles 1984, Pechino 2008 e Londra 2012, e le medaglie europee, delle quali sei d'argento, di cui l'ultima in casa nel 2007, due di bronzo, e il poker d'oro ai campionati europei del 2009, 2011, 2015 e il 2022.

## Piazzamenti
Olimpiadi
- 1936 - Ritirata
- 1960 - 14º
- 1968 - 7º
- 1972 - 11º
- 1980 - 4º
- 1984 -  2º
- 1988 - 8º
- 1992 - 9º
- 2000 - 9º
- 2004 - 7º
- 2008 -  2º
- 2012 -  2º
- 2016 -  3º
- 2020 - 6º
- 2024 - 10º

Mondiali
- 1950 - 9º
- 1974 - 5º
- 1982 - 4º
- 1986 - 5º
- 1990 - 10º
- 1994 - 10º
- 1998 - 5º
- 2002 - 5º
- 2006 -  1º
- 2010 - 6º
- 2014 - 5°
- 2019 -  1º
- 2023 - 9º

Europei
- 1935 -  2º
- 1959 - 15º
- 1961 - 13º
- 1963 - 7º
- 1965 - 11º
- 1967 - 10º
- 1969 - 5º
- 1971 - 7º
- 1973 -  2º
- 1975 - 4º
- 1977 - 9º
- 1979 - 6º
- 1981 - 4º
- 1983 -  2º
- 1985 - 4º

- 1987 - 4º
- 1989 - 5º
- 1991 -  3º
- 1993 - 5º
- 1995 - 6º
- 1997 - 5º
- 1999 -  2º
- 2001 -  3º
- 2003 -  2º
- 2005 - 4º
- 2007 -  2º
- 2009 -  1º
- 2011 -  1º
- 2013 -  3º
- 2015 -  1º
- 2017 -  3º
- 2022 -  1º

Mediterranei
- 1951 -  2°
- 1955 -  1°
- 1959 -  2°
- 1963 -  2°
- 1967 - 6°
- 1975 - 4°
- 1987 -  2°
- 1991 - 6°
- 1993 - 6°
- 1997 -  1°
- 2001 -  1°
- 2005 -  3°

## Allenatori
| Anno                      | Allenatore                      | Vittorie                                                                           |
| ------------------------- | ------------------------------- | ---------------------------------------------------------------------------------- |
| 2015-                     | Sergio Scariolo                 | Europeo 2022 Mondiale 2019 Europeo 2017 Olimpiadi 2016 Europeo 2015                |
| 2012-2014                 | Juan Antonio Orenga             | Europeo 2013                                                                       |
| 2009-2012                 | Sergio Scariolo                 | Olimpiadi 2012 Europeo 2011 Europeo 2009                                           |
| giugno 2008-febbraio 2009 | Alejandro 'Aito' Garcia Reneses | Olimpiadi 2008                                                                     |
| 2006-maggio 2008          | Pepu Hernández                  | Europeo 2007 Mondiale 2006                                                         |
| 2004-2006                 | Mario Pesquera                  |                                                                                    |
| 2003-2004                 | Moncho López                    | Europeo 2003                                                                       |
| 2001-2002                 | Javier Imbroda                  | Europeo 2001                                                                       |
| 1993-2000                 | Lolo Sainz                      | Europeo 1999                                                                       |
| 1965-1992                 | Antonio Díaz-Miguel             | Europeo 1991 Giochi del Mediterraneo 1987 Olimpiadi 1984 Europeo 1983 Europeo 1973 |
| 1964-1965                 | Pedro Ferrándiz                 |                                                                                    |
| 1962-1964                 | Joaquín Hernández               | Giochi del Mediterraneo 1963                                                       |
| 1959 - 1961               | Eduardo Kucharski               | Giochi del Mediterraneo 1959                                                       |
| 1953-1958                 | Jacinto Ardevínez               | Giochi del Mediterraneo 1955                                                       |
| 1952                      | Pedro Alfredo Borras            |                                                                                    |
| 1951-1952                 | Fernando Font                   | Giochi del Mediterraneo 1951                                                       |
| 1950-1951                 | Michael Paul Rutzgis            |                                                                                    |
| 1947-1950                 | Anselmo López                   |                                                                                    |
| 8 marzo 1943-1946         | Vacante                         |                                                                                    |
| 7 marzo 1943              | Santiago Monerris               |                                                                                    |
| 1936 - 6 marzo 1943       | Vacante                         |                                                                                    |
| 1935                      | Mariano Manent                  | Europeo 1935                                                                       |

## Formazioni

### Olimpiadi
Pallacanestro ai Giochi della XVII Olimpiade3 Bertomeu, 4 Nora, 5 Martínez, 6 Enseñat, 7 Navarro, 8 Lluís, 9 Guillén, 10 Rodríguez, 11 Codina, 12 González, 13 Buscató, 14 Martos,        All. Eduardo Kucharski
Pallacanestro ai Giochi della XIX Olimpiade4 Martínez Arroyo, 5 Ramos, 6 Santiago, 7 Codina, 8 Margall, 9 Nava, 10 Rodríguez, 11 Luyk, 12 Sagi-Vela, 13 Buscató, 14 Alocén, 15 Martínez,        All. Antonio Díaz-Miguel
Pallacanestro ai Giochi della XX Olimpiade4 Brabender, 5 Ramos, 6 Cabrera, 7 Margall, 8 Santillana, 9 Iradier, 10 Buscató, 11 Corbalán, 12 Rullán, 13 Luyk, 14 Estrada, 15 Sagi-Vela,        All. Antonio Díaz-Miguel
Pallacanestro ai Giochi della XXII Olimpiade - Torneo maschile4 Brabender, 5 Llorente, 6 Sibilio, 7 Margall, 8 Flores, 9 Romay, 10 Santillana, 11 Corbalán, 12 Solozábal, 13 de la Cruz, 14 López, 15 Epi,        All. Antonio Díaz-Miguel
Pallacanestro ai Giochi della XXIII Olimpiade - Torneo maschile4 Beirán, 5 Llorente, 6 Arcega, 7 Margall, 8 Jiménez, 9 Romay, 10 Martín, 11 Corbalán, 12 Solozábal, 13 de la Cruz, 14 López, 15 Epi,        All. Antonio Díaz-Miguel
Pallacanestro ai Giochi della XXIV Olimpiade - Torneo maschile4 Villacampa, 5 Llorente, 6 Biriukov, 7 Margall, 8 Jiménez, 9 Andreu, 10 Montero, 11 Arcega, 12 Solozábal, 13 Martínez, 14 Martín, 15 Epi,        All. Antonio Díaz-Miguel
Pallacanestro ai Giochi della XXV Olimpiade - Torneo maschile4 Villacampa, 5 Arcega, 6 Biriukov, 7 R. Jofresa, 8 Jiménez, 9 Aldama, 10 T. Jofresa, 11 Fernández, 12 Herreros, 13 Orenga, 14 Andreu, 15 Epi,        All. Antonio Díaz-Miguel
Pallacanestro ai Giochi della XXVII Olimpiade - Torneo maschile4 Angulo, 5 Navarro, 6 López, 7 Garbajosa, 8 Rodríguez, 9 Jiménez, 10 de la Fuente, 11 Herreros, 12 Rogers, 13 de Miguel, 14 Reyes, 15 Dueñas,        All. Lolo Sainz
Pallacanestro ai Giochi della XXVIII Olimpiade - Torneo maschile4 Gasol, 5 Iturbe, 6 Comas, 7 Navarro, 8 Calderón, 9 Reyes, 10 Jiménez, 11 Yebra, 12 Dueñas, 13 Fernández, 14 de la Fuente, 15 Garbajosa,        All. Mario Pesquera
Pallacanestro ai Giochi della XXIX Olimpiade - Torneo maschile4 P. Gasol, 5 Fernández, 6 López, 7 Navarro, 8 Calderón, 9 Reyes, 10 Jiménez, 11 Rubio, 12 Rodríguez, 13 M. Gasol, 14 Mumbrú, 15 Garbajosa,        All. Aíto García Reneses
Pallacanestro ai Giochi della XXX Olimpiade - Torneo maschile4 P. Gasol, 5 Fernández, 6 Rodríguez, 7 Navarro, 8 Calderón, 9 Reyes, 10 Claver, 11 San Emeterio, 12 Llull, 13 M. Gasol, 14 Ibaka, 15 Sada,        All. Sergio Scariolo
Pallacanestro ai Giochi della XXXI Olimpiade - Torneo maschile4 Gasol, 5 Fernández, 6 Rodríguez, 7 Navarro, 8 Calderón, 9 Reyes, 10 Claver, 14 Hernangómez, 21 Abrines, 23 Llull, 44 Mirotić, 79 Rubio,        All. Sergio Scariolo
Pallacanestro ai Giochi della XXXII Olimpiade - Torneo maschile3 López-Arostegui, 4 P. Gasol, 5  Fernández, 6 Rodríguez, 9 Rubio, 10 Claver, 13 M. Gasol, 14 Hernangómez, 16 Garuba, 20 Abalde, 21 Abrines, 23 Llull,        All. Sergio Scariolo
Pallacanestro ai Giochi della XXXIII Olimpiade - Torneo maschile2 Brown, 4 Pradilla, 5 Fernández, 6 López-Arostegui, 7 Aldama, 8 Brizuela, 9 Díaz, 10 J. Hernangómez, 14 G. Hernangómez, 16 Garuba, 21 Abrines, 23 Llull,        All. Sergio Scariolo

### Mondiali
Campionato mondiale maschile di pallacanestro 19503 Imedio, 4 Bassó, 5 Oller, 6 Salvadores, 7 Dalmau, 8 Gámez, 9 Kucharski, 10 González, 11 Lozano, 12 Bárcenas, 13 Ferrando, 14 Pinedo,        All. Michael Rutzgis
Campionato mondiale maschile di pallacanestro 19744 Brabender, 5 Ramos, 6 Rodríguez, 7 Cabrera, 8 Santillana, 9 Rullán, 10 Iradier, 11 Corbalán, 12 Sagi-Vela, 13 Luyk, 14 Estrada, 15 Flores,        All. Antonio Díaz-Miguel
Campionato mondiale maschile di pallacanestro 19824 Brabender, 5 Costa, 6 Sibilio, 7 Margall, 8 Jiménez, 9 Romay, 10 Martín, 11 Corbalán, 12 Solozábal, 13 de la Cruz, 14 López, 15 Epi,        All. Antonio Díaz-Miguel
Campionato mondiale maschile di pallacanestro 19864 Villacampa, 5 Costa, 6 Sibilio, 7 Margall, 8 Jiménez, 9 Romay, 10 Martín, 11 Arcega, 12 Solozábal, 13 de la Cruz, 14 Creus, 15 Epi,        All. Antonio Díaz-Miguel
Campionato mondiale maschile di pallacanestro 19904 Villacampa, 5 Arcega, 6 Antúnez, 7 Jofresa, 8 Jiménez, 9 Romay, 10 Montero, 11 Herreros, 12 Bosch, 13 Martínez, 14 Andreu, 15 Zapata,        All. Antonio Díaz-Miguel
Campionato mondiale maschile di pallacanestro 19944 Villacampa, 5 Jofresa, 6 Laso, 7 Orenga, 8 Jiménez, 9 Antúnez, 10 Andreu, 11 Herreros, 12 Cargol, 13 Martínez, 14 Vecina, 15 Epi,        All. Lolo Sainz
Campionato mondiale maschile di pallacanestro 19984 Angulo, 5 Rodilla, 6 Azofra, 7 Orenga, 8 Rodríguez, 9 Jiménez, 10 de la Fuente, 11 Herreros, 12 Paraíso, 13 de Miguel, 14 Reyes, 15 Dueñas,        All. Lolo Sainz
Campionato mondiale maschile di pallacanestro 20024 Gasol, 5 Junyent, 6 Marco, 7 Navarro, 8 Rodríguez, 9 F. Reyes, 10 Jiménez, 11 Angulo, 12 Paraíso, 13 Calderón, 14 A. Reyes, 15 Garbajosa,        All. Javier Imbroda
Campionato mondiale maschile di pallacanestro 20064 P. Gasol, 5 Fernández, 6 Cabezas, 7 Navarro, 8 Calderón, 9 Reyes, 10 Jiménez, 11 Mumbrú, 12 B. Rodríguez, 13 M. Gasol, 14 S. Rodríguez, 15 Garbajosa,        All. Pepu Hernández
Campionato mondiale maschile di pallacanestro 20104 San Emeterio, 5 Fernández, 6 Rubio, 7 Navarro, 8 López, 9 Reyes, 10 Claver, 11 Vázquez, 12 Llull, 13 Gasol, 14 Mumbrú, 15 Garbajosa,        All. Sergio Scariolo
Campionato mondiale maschile di pallacanestro 20144 P. Gasol, 5 Fernández, 6 Rodríguez, 7 Navarro, 8 Calderón, 9 Reyes, 10 Claver, 11 Rubio, 12 Llull, 13 M. Gasol, 14 Ibaka, 15 Abrines,        All. Juan Antonio Orenga
Campionato mondiale maschile di pallacanestro 20191 Colom, 5 Fernández, 8 Ribas, 9 Rubio, 10 Claver, 13 Gasol, 14 G. Hernangómez, 18 Oriola, 22 Rabaseda, 23 Llull, 33  Beirán, 41 J. Hernangómez,        All. Sergio Scariolo
Campionato mondiale maschile di pallacanestro 20234 Díaz, 5 Fernández, 8 Brizuela, 10 Claver, 12 Aldama, 14 G. Hernangómez, 16 Garuba, 21 Abrines, 23 Llull, 24 Núñez, 41 J. Hernangómez, 44 Parra,        All. Sergio Scariolo

### Europei
Campionato europeo maschile di pallacanestro 19352 Carbonell, 3 P. Alonso, 4 E. Alonso, 5 Ortega, 6 Ruano, 7 Martín, 8 Maunier, 9 Muscat, 10 Martínez,        All. Mariano Manent
Campionato europeo maschile di pallacanestro 19593 A. Martínez, 4 J.L. Martínez, 5 Capel, 6 Parra, 7 Hernández, 8 Lluís, 9 Brunet, 10 Rodríguez, 11 Canals, 12 Buscató, 13 Borrell, 14 Auladell,        All. Gabriel Albertí
Campionato europeo maschile di pallacanestro 19614 Navarro, 5 Alocén, 6 Martos, 7 Codina, 8 Lluís, 9 Nora, 10 Rodríguez, 11 Martínez, 12 Sevillano, 13 Buscató, 14 Sainz, 15 Sanjuán,        All. Fernando Font
Campionato europeo maschile di pallacanestro 19634 Martínez Arroyo, 5 Monsalve, 6 González, 7 Codina, 8 Lluís, 9 Auladell, 10 Rodríguez, 11 Sevillano, 12 Martínez, 13 Buscató, 14 Sainz, 15 Ramos,        All. Joaquín Hernández
Campionato europeo maschile di pallacanestro 19654 Martínez Arroyo, 5 Monsalve, 6 González, 7 Margall, 8 Lluís, 9 Fa, 10 Rodríguez, 11 Sevillano, 12 Urberuaga, 13 Buscató, 14 Sainz, 15 Ramos,        All. Pedro Ferrándiz
Campionato europeo maschile di pallacanestro 19674 Guardiola, 5 Serrano, 6 Luquero, 7 Margall, 8 Sagi-Vela, 9 Nava, 10 Rodríguez, 11 Laso, 12 Martínez, 13 Buscató, 14 Monsalve, 15 Ramos,        All. Antonio Díaz-Miguel
Campionato europeo maschile di pallacanestro 19694 Escorial, 5 Ramos, 6 C. Rodríguez, 7 Codina, 8 Margall, 9 Nava, 10 E. Rodríguez, 11 Luyk, 12 Sagi-Vela, 13 Buscató, 14 Alocén, 15 Martínez,        All. Antonio Díaz-Miguel
Campionato europeo maschile di pallacanestro 19714 Martínez Arroyo, 5 Ramos, 6 Martínez, 7 Margall, 8 Rullán, 9 Santillana, 10 E. Rodríguez, 11 Buscató, 12 Sagi-Vela, 13 Luyk, 14 Brabender, 15 C. Rodríguez,        All. Antonio Díaz-Miguel
Campionato europeo maschile di pallacanestro 19734 Brabender, 5 Ramos, 6 Cabrera, 7 Margall, 8 Santillana, 9 Rullán, 10 Buscató, 11 Flores, 12 J.L. Sagi-Vela, 13 Luyk, 14 Estrada, 15 G. Sagi-Vela,        All. Antonio Díaz-Miguel
Campionato europeo maschile di pallacanestro 19754 Brabender, 5 López, 6 Rodríguez, 7 Cabrera, 8 Santillana, 9 Filbá, 10 Iradier, 11 Corbalán, 12 Rullán, 13 Luyk, 14 Estrada, 15 Flores,        All. Antonio Díaz-Miguel
Campionato europeo maschile di pallacanestro 19774 Brabender, 5 de la Cruz, 6 Fernández, 7 Cabrera, 8 Santillana, 9 Filbá, 10 Prada, 11 Corbalán, 12 Rullán, 13 Margall, 14 Sagi-Vela, 15 Flores,        All. Antonio Díaz-Miguel
Campionato europeo maschile di pallacanestro 19794 Brabender, 5 Costa, 6 Llorente, 7 Margall, 8 Flores, 9 Ansa, 10 Santillana, 11 Corbalán, 12 Rullán, 13 de la Cruz, 14 López, 15 Epi,        All. Antonio Díaz-Miguel
Campionato europeo maschile di pallacanestro 19814 Brabender, 5 Costa, 6 Sibilio, 7 Margall, 8 Flores, 9 Romay, 10 Martín, 11 Corbalán, 12 Rullán, 13 de la Cruz, 14 Solozábal, 15 Epi,        All. Antonio Díaz-Miguel
Campionato europeo maschile di pallacanestro 19834 Arcega, 5 Creus, 6 Sibilio, 7 Margall, 8 Jiménez, 9 Romay, 10 Martín, 11 Corbalán, 12 Solozábal, 13 de la Cruz, 14 López, 15 Epi,        All. Antonio Díaz-Miguel
Campionato europeo maschile di pallacanestro 19854 Villacampa, 5 Llorente, 6 Sibilio, 7 Margall, 8 Jiménez, 9 Romay, 10 Martín, 11 Gil, 12 Costa, 13 de la Cruz, 14 López, 15 Epi,        All. Antonio Díaz-Miguel
Campionato europeo maschile di pallacanestro 19874 Villacampa, 5 Zapata, 6 Sibilio, 7 Margall, 8 Jiménez, 9 Romay, 10 Montero, 11 F. Arcega, 12 Solozábal, 13 Martínez, 14 J.Á. Arcega, 15 Epi,        All. Antonio Díaz-Miguel
Campionato europeo maschile di pallacanestro 19894 Vecina, 5 Arcega, 6 Biriukov, 7 Laso, 8 Jiménez, 9 Andreu, 10 Montero, 11 Villalobos, 12 Morales, 13 Martínez, 14 Aller, 15 Epi,        All. Antonio Díaz-Miguel
Campionato europeo maschile di pallacanestro 19914 Villacampa, 5 Hansen, 6 Antúnez, 7 Jofresa, 8 Andreu, 9 Bosch, 10 Cargol, 11 Arcega, 12 Orenga, 13 Bustos, 14 Martín, 15 Epi,        All. Antonio Díaz-Miguel
Campionato europeo maschile di pallacanestro 19934 Villacampa, 5 R. Jofresa, 6 T. Jofresa, 7 Orenga, 8 Jiménez, 9 Morales, 10 Azofra, 11 Herreros, 12 Crespo, 13 Martínez, 14 A.Martín, 15 Epi,        All. Lolo Sainz
Campionato europeo maschile di pallacanestro 19954 Angulo, 5 Galilea, 6 Smith, 7 Orenga, 8 Rodríguez, 9 Laso, 10 Fernández, 11 Herreros, 12 Reyes, 13 Martínez, 14 A.Martín, 15 Murcia,        All. Lolo Sainz
Campionato europeo maschile di pallacanestro 19974 Angulo, 5 R. Jofresa, 6 T. Jofresa, 7 Orenga, 8 Rodríguez, 9 Smith, 10 Esteller, 11 Herreros, 12 Paraíso, 13 Martínez, 14 Reyes, 15 Dueñas,        All. Lolo Sainz
Campionato europeo maschile di pallacanestro 19994 Angulo, 5 Rodilla, 6 Corrales, 7 Romero, 8 Rodríguez, 9 Jiménez, 10 de la Fuente, 11 Herreros, 12 Esteller, 13 de Miguel, 14 Reyes, 15 Dueñas,        All. Lolo Sainz
Campionato europeo maschile di pallacanestro 20014 Gasol, 5 Kornegay, 6 Vázquez, 7 Navarro, 8 Rodríguez, 9 F. Reyes, 10 Jiménez, 11 Angulo, 12 Paraíso, 13 López, 14 A. Reyes, 15 Garbajosa,        All. Javier Imbroda
Campionato europeo maschile di pallacanestro 20034 Gasol, 5 Grimau, 6 Marco, 7 Navarro, 8 Calderón, 9 F. Reyes, 10 Jiménez, 11 Herreros, 12 de la Fuente, 13 Bueno, 14 A. Reyes, 15 Garbajosa,        All. Moncho López
Campionato europeo maschile di pallacanestro 20054 Fernández, 5 Iturbe, 6 Cabezas, 7 Navarro, 8 Calderón, 9 Reyes, 10 Jiménez, 11 Vidal, 12 Rodríguez, 13 de Miguel, 14 Vázquez, 15 Garbajosa,        All. Mario Pesquera
Campionato europeo maschile di pallacanestro 20074 P. Gasol, 5 Fernández, 6 Cabezas, 7 Navarro, 8 Calderón, 9 Reyes, 10 Jiménez, 11 S. Rodríguez, 12 B. Rodríguez, 13 M. Gasol, 14 Mumbrú, 15 Garbajosa,        All. Pepu Hernández
Campionato europeo maschile di pallacanestro 20094 P. Gasol, 5 Fernández, 6 Rubio, 7 Navarro, 8 Claver, 9 Reyes, 10 Cabezas, 11 López, 12 Llull, 13 M. Gasol, 14 Mumbrú, 15 Garbajosa,        All. Sergio Scariolo
Campionato europeo maschile di pallacanestro 20114 P. Gasol, 5 Fernández, 6 Rubio, 7 Navarro, 8 Calderón, 9 Reyes, 10 Claver, 11 San Emeterio, 12 Llull, 13 M. Gasol, 14 Ibaka, 15 Sada,        All. Sergio Scariolo
Campionato europeo maschile di pallacanestro 20134 Aguilar, 5 Fernández, 6 Rodríguez, 7 Rey, 8 Calderón, 9 Rubio, 10 Claver, 11 San Emeterio, 12 Llull, 13 Gasol, 14 Gabriel, 15 Mumbrú,        All. Juan Antonio Orenga
Campionato europeo maschile di pallacanestro 20154 Gasol, 5 Fernández, 6 Rodríguez, 7 Hernangómez, 8 Ribas, 9 Reyes, 10 Claver, 11 San Emeterio, 12 Llull, 13 Aguilar, 14 Mirotić, 15 Vives,        All. Sergio Scariolo
Campionato europeo maschile di pallacanestro 20174 P. Gasol, 6 Rodríguez, 7 Navarro, 9 Rubio, 13 M. Gasol, 14 G. Hernangómez, 15 Sastre, 16 Vives, 18 Oriola, 19 San Emeterio, 21 Abrines, 41 J. Hernangómez,        All. Sergio Scariolo
Campionato europeo maschile di pallacanestro 20222 Brown, 4 Pradilla, 5 R. Fernández, 6 López-Arostegui, 7 J. Fernández, 8 Brizuela, 9 Díaz, 11 Saiz, 14 G. Hernangómez, 16 Garuba, 17 J. Hernangómez, 44 Parra,        All. Sergio Scariolo

### Giochi del Mediterraneo
Pallacanestro ai I Giochi del MediterraneoBorrás, Brunet, Dalmau, Galíndez, Imedio, Martín, Oller, Pérez, Piernavieja, Pinedo, All. Fernando Font
Pallacanestro ai II Giochi del MediterraneoBonareu, Brunet, Canals, Díaz-Miguel, Hernández, Imedio, Kucharski, Oller, Trujillano, Capel, Bassó, González, Pardo, Martínez, All. Jacinto Ardevínez
Pallacanestro ai III Giochi del MediterraneoAuladell, Buscató, Capel, Díaz-Miguel, Laso, Lluís, Martínez, Martos, Navarro, Parra, Rodríguez, Sevillano, All. Eduardo Kucharski
Pallacanestro ai IV Giochi del MediterraneoAuladell, Buscató, Codina, González, Lluís, Martínez, Martínez Arroyo, Monsalve, Ramos, Rodríguez, Sainz, Sevillano, All. Joaquín Hernández
Pallacanestro ai V Giochi del MediterraneoBuscató, Guardiola, Laso, Luquero, Margall, Martínez, Monsalve, Paniagua, Ramos, Rodríguez, Sagi-Vela, Serrano, All. Antonio Díaz-Miguel
Pallacanestro ai VII Giochi del MediterraneoBeirán, Beltrán, Bosch, Delgado, Estrada, Fernández, Filbá, Gil, Nava, Prada, Ramos, Soriano, All. Antonio Díaz-Miguel
Pallacanestro maschile ai X Giochi del MediterraneoÁlvarez, Abad, Cargol, Díez, Freixanet, Laso, Martínez, Marrero, Morales, Rosa, Ruf, Zapata, All. Antonio Díaz-Miguel
Pallacanestro maschile ai XIII Giochi del MediterraneoCapdevila, de la Fuente, de Miguel, Ferrer, Iturbe, Millera, Moraga, Rodilla, Romero, Solana, Vázquez, Yebra, All. Paco García
Pallacanestro maschile ai XIV Giochi del MediterraneoAlzamora, Cazorla, Fernández, González, Grimau, Guardia, Marco, Montañez, Mumbrú, Rodríguez, Torres, Yañez, All. Moncho López
Pallacanestro maschile ai XV Giochi del Mediterraneo4 Trias, 5 Martínez, 6 Rubio, 7 San Emeterio, 8 Miso, 9 Guerra, 10 Sánchez, 11 Quintana, 12 Vidaurreta, 13 Gabriel, 14 Alzamora, 15 Mumbrú,        All. Joan Creus

## Nazionali giovanili
- Selezioni giovanili della nazionale di pallacanestro della Spagna